# Rob van Essen

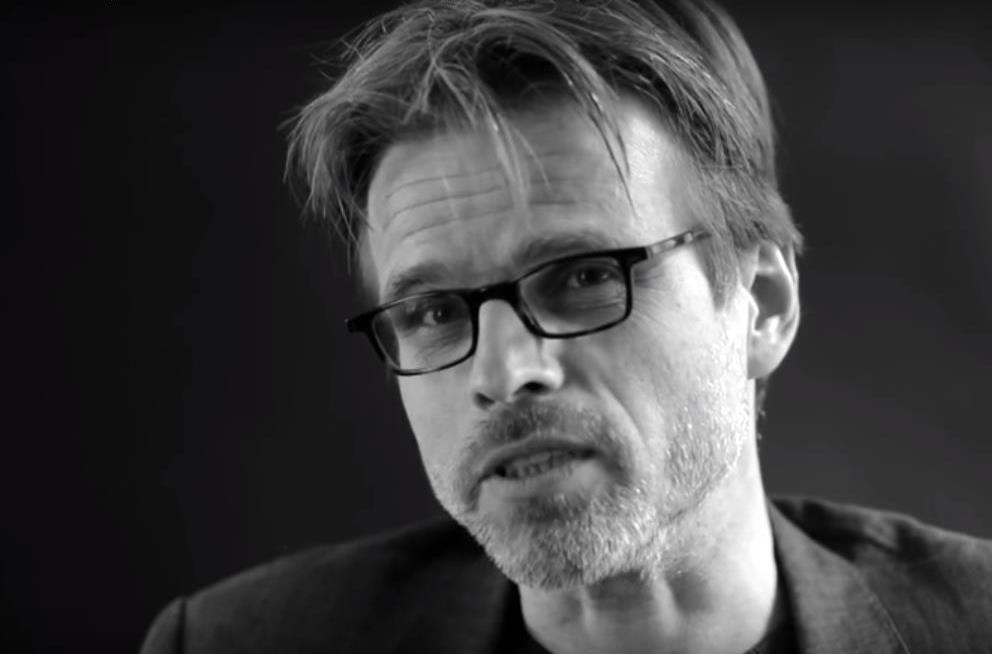
Van Essen (2016)

Rob van Essen (* 25. Juni 1963 in Amstelveen, Niederlande) ist ein niederländischer Schriftsteller, Übersetzer und Literaturkritiker.

## Leben
2009 wurde sein Roman Visser für den renommierten Libris-Literaturpreis nominiert, den er 2019 mit seinem Roman De goede zoon gewann. Dieser erschien 2020 als erste deutsche Übersetzung eines seiner Bücher unter dem Titel Der gute Sohn im homunculus verlag.

## Werke
- 1996 Reddend zwemmen (Roman)
- 2000 Troje (Roman)
- 2002 Kwade dagen (Roman)
- 2004 Engeland is gesloten (Roman)
- 2006 Het jaar waarin mijn vader stierf (Biografie)
- 2008 Visser (Roman)
- 2010 Elektriciteit (Erzählungen)
- 2012 Alles komt goed (Roman)
- 2014 Hier wonen ook mensen (Erzählungen)
- 2016 Kind van de verzorgingsstaat (autobiografische Biografie)
- 2017 Winter in Amerika (Roman)
- 2018 De goede zoon (Roman)
  - Übers. Ulrich Faure: Der gute Sohn. homunculus verlag, Erlangen 2020, ISBN 978-3-946120-63-6.
- 2020 Een man met goede schoenen (Erzählungen)
- 2021 Miniapolis (Roman)
- 2022 Alleen de warme dagen waren echt (Gedichte)
- 2023 Ik kom hier nog op terug (Roman)

## Übersetzungen
- 2016 Over geweld (OT: On Violence) von Hannah Arendt
- 2017 Een halve gele zon (OT: Half of a Yellow Sun) von Chimamanda Ngozi Adichie

## Auszeichnungen (Auswahl)
- 2015 J.M.A. Biesheuvel Preis[3]
- 2019 Libris-Literaturpreis
- 2024 Libris-Literaturpreis